# Bud Spencer
Bud Spencer (født Carlo Pedersoli 31. oktober 1929 i Napoli, død 27. juni 2016) var en italiensk skuespiller, filminstruktør samt tidligere svømmer, som var den første italiener til at svømme 100 m fri på under et minut. Han var kendt for sin højde på 194 cm og sine tidligere roller i spaghettiwesterns. Han gik fra at være en succesfuld svømmer i sin ungdom til at opnå en eksamen i jura og har registreret flere patenter.
Spencer blev født i Santa Lucia, et historisk rione af byen Napoli. Han blev gift med Maria Amato i 1960, med hvem han fik tre børn: Giuseppe (1961), Christine (1962) og Diamante (1972). Han tog i 1967 kunstnernavnet Bud Spencer, angiveligt for at hylde Spencer Tracy samt sin foretrukne amerikanske øl, Budweiser. Andre kilder rapporterer, at han fandt det sjovt at kalde sig "BUD" (knop) på trods af sin vægt og højde.

## Svømme- og vandpolokarriere
Spencer var i sin ungdom en succesrig svømmer og var således den første italienske svømmer til at svømme 100 m fri på mindre end ét minut. Det opnåede han d. 19. september 1950, da han svømmede de 100 m på 59,5 sek. I Middelhavslegene 1951 vandt han en sølvmedalje i samme 100 fri.
Spencer deltog i 1952 i de Olympiske Lege i Helsinki, Finland, og formåede at nå frem til semifinalerne i 100 m fri (58,8 sek. indledende, 58,9 sek. semifinale). Fire år senere, i Melbourne, nåede han også til semifinalerne i samme kategori (58,5 sek. i kvalfikationen, 59,0 sek. i semifinalen). 
Som vandpolospiller vandt han i 1954 det italienske mesterskab med SS Lazio. Hans svømmekarriere sluttede dog brat i 1957.
Den 17. januar 2005 blev han tildelt Caimano d'oro (Guld Caiman) af den italienske svømmeunion. Den 24. januar 2007 modtog han af præsidenten for det italienske svømmeforbunds formand, Paolo Barelli, eksamensbeviser i svømning og vandpolo, således at han kunne undervise heri.

## Filmkarriere
Spencers første filmrolle var som en prætoriansk vagt i Quo Vadis, en amerikansk film optaget i Italien i 1951. I løbet af 1950'erne samt en del af 1960'erne, medvirkede Spencer i en række italienske film, men hans karriere tog først fart da han sidst i 1960'erne mødte Terence Hill.
Sammen med Terence Hill medvirkede Bud Spencer i et stort antal italienske westerns og andre film, herunder:
- Hannibal (1959)
- God Forgives... I Don't! (1967)
- Ace High (1968)
- Boot Hill (1969)
- The Five Man Army (1969)
- They Call Me Trinity (1970)
- Blackie the Pirate (1971)
- Trinity Is STILL My Name! (1971)
- All the Way, Boys (1972)
- Watch Out, We're Mad (1974)
- Two Missionaries (1975)
- Crime Busters (1976)
- Odds and Evens (1978)
- Who Finds a Friend, Finds a Treasure (1981)
- Go For It! (1983)
- Double Trouble (1984)
- Miami Supercops (1985)
- Troublemakers (1994)
- I'm For the Hippopotamus (1979)
- Buddy goes west (1981)

Film hvori de ikke er et makkerpar:
- They Call Him Bulldozer (1978) (Bud kun)
- The Sheriff and the Satellite Kid (1979)
- Everything Happens to Me (1980)
- Banana Joe (1982)
- Superfantagenio (1986)

Mange af disse film har dog alternative titler, alt afhængig af land og distributør. Således forefindes der også italienske udgaver, som er specialklippet til udlandet. Hill/Spencers film skabte stor opmærksomhed omkring begge skuespillere, hvoraf interessen var særligt stor i Europa. En søgning på IMDb viser, at de har lavet i alt 19 film sammen. De to sidste film, foruden de her anførte, kan være to tyske udgaver af God Forgives... I Don't! (1967) samt Boot Hill (1969), da de begge undergik komplette redigeringer, oversættelser samt fik nye titler for at passe til det tyske publikum.

## Manuskriptkarriere
Bud Spencer skrev også helt eller delvist manuskripter til nogle af sine film. Hans fanbase er i særdeleshed stor i Europa. Hans spillefilmskarriere stoppede dog i 1983, hvorefter han satsede mere på film til fjernsynet. I 1990'erne optrådte han således i tv-action-dramaerne "Extralarge".

## Personligt liv
Efter at have medvirket i "Più Forte, Ragazzi!" (Engelsk titel: All the way boys) fik Spencer certifikat til fly og helikopter. Han etablerede i 1984 Mistral Air, men forlod det senere hen for at købe en tekstilfabrik som producerede børnetøj.

## Politisk karriere
I 2005 gik Pedersoli ind i politik, hvor han forgæves stillede op som regional rådgiver for "Forza Italia" i Lazio-regionen. Spencer har siden udtalt "I mit liv har jeg gjort alt. Der er kun tre ting jeg ikke har været! "Balletdanser, jockey og politiker. Eftersom de to første ikke er inden for rækkevidde, kaster jeg mig derfor ud i politik." Oppositionen kritiserede ham da også for at føre "Politica spettacolo" (showbiz politik).

## Filmografi
| År      | Film | Rolle                                                 | Bemærkninger        |
| ------- | --- | ----------------------------------------------------- | ------------------- |
| 1951    | Quo Vadis | Kejserlig vagt                                        | Som Carlo Pedersoli |
| 1954    | Siluri umani (Engelsk tiel: Human Torpedoes)                                                                                             | Magrini                                               | Som Carlo Pedersoli |
| 1955    | Un Eroe dei nostri tempi (Engelsk titel: A hero of our times)                                                                            | Fernando                                              | Som Carlo Pedersoli |
| 1957    | Cocco di mamma, Il (Engelsk titel: Mamma's boy)                                                                                          | Oscar                                                 | Som Carlo Pedersoli |
| 1957    | A Farewell to Arms | Vagt                                                  | Som Carlo Pedersoli |
| 1960    | Annibale (1960) (Engelsk titel: Hannibal)                                                                                                | Som Carlo Pedersoli                                   |                     |
| 1967    | Dio perdona... Io no! (Engelsk titel: Blood River)                                                                                       | Hutch Bessy                                           |                     |
| 1968    | Oggi a me... domani a te! (Engelsk titel: Today it's me)                                                                                 | O'Bannion                                             |                     |
| 1968    | Al di là della legge (Engelsk titel: Beyond the law)                                                                                     | James Cooper                                          |                     |
| 1968    | Ace High | Hutch Bessy                                           |                     |
| 1969    | 'Dio è con noi (Engelsk titel: Crime of Defeat)                                                                                          | Cpl. Jelinek                                          |                     |
| 1969    | Un Esercito di cinque uomini (Engelsk titel: The Five Man Army)                                                                          | Mesito                                                |                     |
| 1969    | La Collina degli stivali (Engelsk titel: Boot Hill)                                                                                      | Hutch Bessy                                           |                     |
| 1970    | They Call Me Trinity | Bambino                                               |                     |
| 1971    | Il Corsaro nero (Engelsk titel: Blackie the Pirate)                                                                                      | Skull                                                 |                     |
| 1971    | Trinity Is STILL My Name! | Bambino                                               |                     |
| 1971    | 4 mosche di velluto grigio (Engelsk titel: Four Flies on Grey Velvet)                                                                    | Godfrey 'God'                                         |                     |
| 1972    | Torino nera (Engelsk titel: Black Turin)                                                                                                 | Rosario Rao                                           |                     |
| 1972    | Più forte, ragazzi! (Engelsk titel: All the way boys)                                                                                    | Salud                                                 |                     |
| 1972    | Si può fare... amigo (Engelsk titel: Bulldozer Is Back Amigo)                                                                            | Hiram Coburn                                          |                     |
| 1972    | Una Ragione per vivere e una per morire(Engelsk titel: A Reason to Live, a Reason to Die)                                                | Eli Sampson                                           |                     |
| 1973    | Anche gli angeli mangiano fagioli (Engelsk titel: Even Angels Eat Beans)                                                                 | Charlie Smith                                         |                     |
| 1973    | Piedone lo sbirro (Engelsk titel: A Fistful of Hell)                                                                                     | Inspector 'Flatfoot' Rizzo                            |                     |
| 1974    | Porgi l'altra guancia (Engelsk titel: Turn the Other Cheek)                                                                              | Father/Padre Pedro                                    |                     |
| 1974    | Altrimenti ci arrabbiamo (Engelsk titel: Watch Out, We're Mad)                                                                           | Ben                                                   |                     |
| 1975    | Piedone a Hong Kong (Engelsk titel: Flatfoot in Hong Kong)                                                                               | Inspector 'Flatfoot' Rizzo                            |                     |
| 1976    | I Due superpiedi quasi piatti (Engelsk titel: Crime Busters)                                                                             | Wilbur Walsh                                          |                     |
| 1976    | Il Soldato di ventura (Engelsk titel: Soldier of Fortune)                                                                                | Hector Fieramosca                                     |                     |
| 1977    | Charleston | Charleston                                            |                     |
| 1978    | Piedone l'africano (Engelsk titel: Knock-Out Cop)                                                                                        | Rizzo                                                 |                     |
| 1978    | Lo chiamavano Bulldozer (Engelsk titel: Uppercut)                                                                                        | Bulldozer                                             |                     |
| 1978    | Pari e dispari (Engelsk titel: Trinity: Gambling for High Stakes)                                                                        | Charlie Firpo                                         |                     |
| 1979    | Uno sceriffo extraterrestre - poco extra e molto terrestre (Engelsk titel: E.T. and the Sheriff eller The Sheriff and the Satellite Kid) | Sceriffo Scott (Sherif Hall)                          |                     |
| 1979    | Piedone d'Egitto (Engelsk titel: Flagfoot in Egypt)                                                                                      | Inspector Rizzo                                       |                     |
| 1979    | Io sto con gli ippopotami (Engelsk titel: I'm for the Hippopotamus)                                                                      | Tom                                                   |                     |
| 1980    | Chissà perché... capitano tutte a me (Engelsk titel: Everything Happens to Me)                                                           | Sheriff Hall                                          |                     |
| 1981    | Occhio alla penna (Engelsk titel: Buddy goes West)                                                                                       | Buddy                                                 |                     |
| 1981    | Chi trova un amico, trova un tesoro (Engelsk titel: A friend is a treasure)                                                              | Charlie O'Brien                                       |                     |
| 1982    | Cane e gatto (English title: Cat and Dog)                                                                                                | Sergent Parker                                        |                     |
| 1982    | Banana Joe (film) | Banana Joe                                            |                     |
| 1982    | Bomber | Bud Graziano                                          |                     |
| 1983    | Nati con la camicia (Engelsk titel: Go for it)                                                                                           | Doug O'Riordan alias Mason                            |                     |
| 1984    | Double Trouble | Greg Wonder/Antonio Coimbra de la Coronilla y Azevedo |                     |
| 1985    | Miami Supercops | Steve Forest                                          |                     |
| 1986    | Superfantagenio (Amerikansk titel: Aladdin)                                                                                              | Genie                                                 |                     |
| 1988-89 | Big man | Jack Clementi                                         | Tv-serie            |
| 1990-93 | Extralarge | Jack 'Extralarge' Costello                            | Tv-serie            |
| 1991    | Un piede in Paradiso (Engelsk titel: Speaking of the devil)                                                                              | John "Bull" Webster                                   |                     |
| 1994    | Botte di Natale (Engelsk titel: The Night Before Christmas; also called "The Troublemaker")                                              | Moses                                                 |                     |
| 1997    | Noi siamo angeli(Engelsk titel: We are Angels)                                                                                           | Orso                                                  | Tv-miniserie        |
| 1997    | Fuochi d'artificio (Engelsk titel: Fireworks)                                                                                            | The blind singer                                      |                     |
| 1997    | Al limite (Engelsk titel: To the Limit)                                                                                                  | Elorza                                                |                     |
| 2000    | Hijos del viento (Engelsk titel: Sons of the wind)                                                                                       | Quintero                                              |                     |
| 2002    | Tre per sempre (Engelsk titel: 3 - 4 Ever)                                                                                               | Bops                                                  |                     |
| 2003    | Cantando dietro i paraventi (Engelsk titel: Singing Behind Screens)                                                                      | Il vecchio capitano                                   |                     |
| 2005    | Padre Speranza (Engelsk titel: Father Hope)                                                                                              | Padre Speranza                                        | Tv                  |
| 2009    | Mord ist mein Geschäft, Liebling (Engelsk titel: Murder is my Business, Honey)                                                           | Pepe                                                  |                     |